# Carlos Saladrigas Zayas
Carlos Saladrigas Zayas (La Habana, 13 de octubre de 1900-La Habana, 15 de abril de 1956) fue un político y diplomático cubano.

## Biografía
Fue un abogado notario que se desempeñó como senador (1936-1940), ministro de Justicia (1934), ministro de Relaciones Exteriores (1933) y primer ministro de Cuba (1940-1942). Fue en 1931 uno de los fundadores del ABC y miembro de su directiva, pero en 1934 fue expulsado de la organización por su apoyo al coronel Fulgencio Batista, jefe del Ejército cubano.
Asimismo, también se desempeñó como embajador cubano en Gran Bretaña y fue candidato presidencial por el Partido Socialista Popular en las elecciones de 1944, en las que fue derrotado por Ramón Grau San Martín.
Era hijo de Enrique Saladrigas Lunar y María Luisa Zayas y Diago. Se casó tres veces y tuvo dos hijos.